# Trichopteryx inouei
Trichopteryx inouei är en fjärilsart som beskrevs av Hashimoto 1987. Trichopteryx inouei ingår i släktet Trichopteryx och familjen mätare. Inga underarter finns listade i Catalogue of Life.